# Édouard Imbeaux
Charles Édouard Augustin Imbeaux, född 1 december 1861, död 25 juni 1943, var en fransk ingenjör och läkare.
Imbeaux var ingénieur en chef des ponts et chaussées, professor vid École nationale des ponts et chaussées och chef för den kommunala verksamheten i Nancy. Han utövade en omfattande ingenjörsverksamhet, med avbrott för några år då han studerade medicin och erövrade doktorsgraden. I sin dubbla egenskap av ingenjör och läkare var han särskilt kvalificerad som hygieniker, men därjämte var han fysiker, kemist, biolog, geolog samt framför allt hydrogeolog. Han bedrev ett mycket betydande författarskap inom den sanitära ingenjörsvetenskapen och 1922 sammanfattade sina föreläsningar vid École des ponts et chaussées i Applications de la biologie à l'art de l'ingénieur, en veritabel "läkarbok", i vilken blivande ingenjörer invigs i infektionssjukdomars (även självförvållade) natur och erhåller värdefulla anvisningar rörande deras förebyggande och behandling. Han utgav även det viktiga verket Essai d'Hydrogéologie. Recherche, étude et captage des eaux souterraines (1930). Han var även verksam som poet.
Imbeaux var president för Internationella unionens för geodesi och geofysik grundvattenkommission samt ledamot av Frankrikes högsta råd för folkhygien. Han var även ledamot av franska (1912) och svenska Vetenskapsakademien (1914). Vid geofysikerkongressen i Stockholm 1930 fungerade Imbeaux som ordförande i sektionen för hydrogeologi.